# Car scrap allowance
Le car scrap allowance est un programme britannique destiné à faciliter l'acquisition d'une nouvelle automobile, une sorte de « prime à la casse ». Il a été mis en place par le gouvernement britannique le 22 avril 2009. Les citoyens britanniques qui possèdent depuis plus de 12 mois une automobile vieille d'au moins 10 ans peuvent appliquer pour obtenir un montant de 2 000 £ au moment de l'achat d'une nouvelle automobile.
Le programme devrait coûter environ 300 millions £ et les fonds ont commencé à être disponible à partir de mai 2009. Il devrait s'arrêter en mars 2010 ou jusqu'à épuisement des fonds. Le montant alloué facilitera le remplacement de 150 000 automobiles. 
Le lancement de ce programme a été influencé de manière significative par l'industrie automobile britannique.